# Danh sách đơn vị hành chính cấp hương của Hà Bắc

## Hà Bắc

### Thạch Gia Trang
| Thành phố cấp địa khu Thạch Gia Trang quản lí 22 đơn vị hành chính cấp huyện, trong đó quản lí trực tiếp 8 quận, 11 huyện và quản lí đại thể 3 thành phố cấp huyện. Các đơn vị hành chính cấp huyện này được chia thành 272 đơn vị hành chính cấp hương, bao gồm 59 nhai đạo, 124 trấn, 86 hương và 3 hương dân tộc. | |
| Trường An | Nhai đạo |
| Trường An | Kiến Bắc, Thanh Viên, Quảng An, Dục Tài, Dược Tiến, Hà Đông, Trường Phong, Đàm Cố, Trung Sơn Đông Lộ, Phụ Khang, Kiến An, Thắng Lợi Bắc                                             |
| Trường An | Trấn |
| Trường An | Tây Triệu Thông, Nam Thôn, Cao Doanh, Đào Viên |
| Kiều Tây | Nhai đạo |
| Kiều Tây | Đông Lý, Trung Sơn, Nam Trường, Duy Minh, Hữu Nghị, Hồng Kỳ, Tân Thạch, Uyển Đông, Tây Lý, Chấn Đầu, Lưu Doanh, Trường Hưng, Bành Hậu, Đông Phong, Đông Hoa, Hưu Môn, Hối Thông     |
| Tân Hoa | Nhai đạo |
| Tân Hoa | Cách Tân Nhai, Tân Hoa Lộ, Ninh An, Đông Tiêu, Tây Uyển, Hợp Tác Lộ, Liên Minh, Thạch Cương, Thiên Uyển, Bắc Uyển, Triệu Lăng Phô Lộ, Tây Tam Trang, Đại Quách, Đỗ Bắc, Triệu Đà Lộ |
| Tỉnh Hình | Nhai đạo |
| Tỉnh Hình | Khoáng Thị, Tứ Vi |
| Tỉnh Hình | Trấn |
| Tỉnh Hình | Giả Trang, Phượng Sơn |
| Tỉnh Hình | Hương |
| Tỉnh Hình | Hoành Giản |
| Dụ Hoa | Nhai đạo |
| Dụ Hoa | Dụ Hưng, Dụ Cường, Đông Uyên, Kiến Thông, Hòe Để, Dụ Hoa Lộ, Dụ Đông, Dụ Tường, Kiến Hoa Nam                                                                                        |
| Dụ Hoa | Trấn |
| Dụ Hoa | Phương Thôn |
| Cảo Thành | Trấn |
| Cảo Thành | Liêm Châu, Hưng An, Giả Thị Trang, Nam Doanh, Mai Hoa, Cương Thượng, Nam Đổng, Trương Gia Trang, Nam Mạnh, Tăng Thôn, Thường An, Tây Quan                                           |
| Cảo Thành | Hương dân tộc |
| Cảo Thành | Cửu Môn |
| Lộc Tuyền | Trấn |
| Lộc Tuyền | Hoạch Lộc, Đồng Dã, Tự Gia Trang, Thượng Trang, Lý Thôn, Nghi An, Hoàng Bích Trang, Đại Hà, Sơn Doãn Thôn                                                                           |
| Lộc Tuyền | Hương |
| Lộc Tuyền | Thạch Tỉnh, Bạch Lộc Tuyền, Thượng Trại |
| Loan Thành | Trấn |
| Loan Thành | Loan Thành, Dã Hà, Đậu Ẩu, Lâu Để |
| Loan Thành | Hương |
| Loan Thành | Nam Cao, Liễu Lâm Truân, Tây Doanh |
| Tỉnh Hình | Trấn |
| Tỉnh Hình | Vi Thủy, Thượng An, Thiên Trường, Tú Lâm, Nam Dục, Uy Châu, Tiểu Tác, Nam Chướng Thành, Thương Nham Sơn, Trắc Ngư                                                                   |
| Tỉnh Hình | Hương |
| Tỉnh Hình | Ngô Gia Diêu, Bắc Chính, Vu Gia, Tôn Trang, Nam Hình, Tân Trang, Nam Vương Trang |
| Chính Định | Nhai đạo |
| Chính Định | Chư Phúc Truân, Tam Lý Truân |
| Chính Định | Trấn |
| Chính Định | Chính Định, Tân Thành Phô, Tân An |
| Chính Định | Hương |
| Chính Định | Nam Ngưu, Nam Lâu, Tây Bình Nhạc, Bắc Tảo Hiện, Khúc Dương Kiều |
| Hành Đường | Trấn |
| Hành Đường | Long Châu, Nam Kiều, Thượng Bi, Khẩu Đầu |
| Hành Đường | Hương |
| Hành Đường | Độc Dương Cương, An Hương, Chích Lý, Thị Đồng, Địch Doanh, Thành Trại, Thượng Phương, Ngọc Đình, Bắc Hà, Thượng Diêm Trang, Cửu Khẩu Tử                                             |
| Linh Thọ | Trấn |
| Linh Thọ | Linh Thọ, Thanh Đồng, Tháp Thượng, Trần Trang, Từ Dục, Xóa Đầu |
| Linh Thọ | Hương |
| Linh Thọ | Tam Thánh Viện, Bắc Oa, Ngưu Thành, Cẩu Đài, Nam Trại, Nam Yến Xuyên, Bắc Đàm Trang, Trại Đầu, Nam Doanh                                                                            |
| Cao Ấp | Trấn |
| Cao Ấp | Cao Ấp, Đại Doanh, Phú Thôn, Vạn Thành |
| Cao Ấp | Hương |
| Cao Ấp | Trung Hàn |
| Thâm Trạch | Trấn |
| Thâm Trạch | Thâm Trạch, Thiết Can, Triệu Bát |
| Thâm Trạch | Hương |
| Thâm Trạch | Bạch Trang, Lưu Thôn, Kiều Đầu |
| Tán Hoàng | Trấn |
| Tán Hoàng | Tán Hoàng, Viện Đầu, Nam Hình Quách, Chướng Thạch Nham |
| Tán Hoàng | Hương |
| Tán Hoàng | Tây Long Môn, Nam Thanh Hà, Tây Dương Trạch, Thổ Môn, Hoàng Bắc Bình, Hứa Đình, Trương Lăng                                                                                         |
| Vô Cực | Trấn |
| Vô Cực | Vô Cực, Thất Cấp, Trương Đoạn Cố, Bắc Tô, Quách Trang, Đại Trần |
| Vô Cực | Hương |
| Vô Cực | Hách Trang, Đông Hầu Phường, Lý Thành Đạo, Nam Lưu |
| Vô Cực | Hương dân tộc |
| Vô Cực | Cao Đầu |
| Bình Sơn | Trấn |
| Bình Sơn | Bình Sơn, Đông Hồi Xá, Ôn Đường, Nam Điện, Cương Nam, Cổ Nguyệt, Hạ Hòe, Mạnh Gia Trang, Tiểu Giác, Giao Đàm Trang, Tây Bách Pha, Hạ Khẩu                                           |
| Bình Sơn | Hương |
| Bình Sơn | Tây Đại Ngô, Thượng Tam Cấp, Lưỡng Hà, Đông Vương Pha, Tô Gia Trang, Trạch Bắc, Bắc Dã, Thượng Quan Âm Đường, Dương Gia Kiều, Doanh Lý, Hợp Hà Khẩu                                 |
| Nguyên Thị | Nhai đạo |
| Nguyên Thị | Thành Khu |
| Nguyên Thị | Trấn |
| Nguyên Thị | Hòe Dương, Ân Thôn, Nam Tá, Tống Tào, Nam Nhân, Cơ Thôn, Bắc Chử, Mã Thôn |
| Nguyên Thị | Hương |
| Nguyên Thị | Đông Trương, Triệu Đồng, Tô Thôn, Tô Dương, Bắc Chính, Tiền Tiên, Hắc Thủy Hà |
| Triệu | Trấn |
| Triệu | Triệu Châu, Phạm Trang, Bắc Vương Lý, Tân Trại Điếm, Hàn Thôn, Nam Bách Xá, Sa Hà Điếm                                                                                              |
| Triệu | Hương |
| Triệu | Tiền Đại Chương, Tạ Trang, Cao Thôn, Vương Tây Chương |
| Tân Tập | Trấn |
| Tân Tập | Tân Tập, Cựu Thành, Trương Cổ Trang, Vị Bá, Tân Lũy Đầu, Tân Thành, Nam Trí Khâu, Vương Khẩu                                                                                        |
| Tân Tập | Hương |
| Tân Tập | Thiên Cung Doanh, Tiền Doanh, Mã Trang, Hòa Mục Tỉnh, Điền Gia Trang, Trung Lý Sương, Tiểu Tân Trang                                                                                |
| Tấn Châu | Trấn |
| Tấn Châu | Tấn Châu, Tổng Thập Trang, Doanh Lý, Đào Viên, Đông Trác Túc, Mã Vu, Tiểu Tiều, Hòe Thụ, Đông Lý Trang                                                                              |
| Tấn Châu | Hương |
| Tấn Châu | Chu Gia Trang |
| Tân Lạc | Nhai đạo |
| Tân Lạc | Trường Thọ |
| Tân Lạc | Trấn |
| Tân Lạc | Hóa Bì, Thừa An, Chính Mạc, Nam Đại Nhạc, Đỗ Cố, Hàm Thai, Đông Vương, Mã Đầu Phô                                                                                                   |
| Tân Lạc | Hương |
| Tân Lạc | Hiệp Thần, Mộc Thôn |
| Tân Lạc | Hương dân tộc |
| Tân Lạc | Bành Gia Trang |

### Đường Sơn
| Thành phố cấp địa khu Đường Sơn quản lí 14 đơn vị hành chính cấp huyện, trong đó quản lí trực tiếp 7 quận, 4 huyện và quản lí đại thể 3 thành phố cấp huyện. Các đơn vị hành chính cấp huyện này được chia thành 218 đơn vị hành chính cấp hương, bao gồm 47 nhai đạo, 126 trấn, 42 hương và 3 hương dân tộc. | |
| Lộ Nam | Nhai đạo |
| Lộ Nam | Học Viện Nam Lộ, Hữu Nghị, Quảng Tràng, Vĩnh Hồng Kiều, Tiểu Sơn, Văn Bắc, Tiền Doanh, Huệ Dân Đạo, Lương Gia Truân Lộ |
| Lộ Nam | Trấn |
| Lộ Nam | Đạo Địa |
| Lộ Nam | Hương |
| Lộ Nam | Nữ Chức |
| Lộ Bắc | Nhai đạo |
| Lộ Bắc | Kiều Truân, Văn Hóa Lộ, Điếu Ngư Đài, Đông Tân Thôn, Hang Diêu, Cơ Tràng Lộ, Hà Bắc Lộ, Long Đông, Đại Lý, Quang Minh, Tường Vân Đạo |
| Lộ Bắc | Trấn |
| Lộ Bắc | Hàn Thành |
| Lộ Bắc | Hương |
| Lộ Bắc | Quả Viên |
| Cổ Dã | Nhai đạo |
| Cổ Dã | Lâm Tây, Đường Gia Trang, Cổ Dã, Triệu Các Trang, Kinh Hoa |
| Cổ Dã | Trấn |
| Cổ Dã | Phạm Các Trang, Ti Gia Điếm |
| Cổ Dã | Hương |
| Cổ Dã | Vương Liễn Trang, Tập Gia Sáo, Đại Trang Đà |
| Khai Bình | Nhai đạo |
| Khai Bình | Mã Gia Câu, Khai Bình, Thuế Vụ Trang, Đầu Điện, Kinh Các Trang |
| Khai Bình | Trấn |
| Khai Bình | Khai Bình, Lật Viên, Trịnh Trang Tử, Song Kiều, Oa Lý, Việt Hà |
| Phong Nam | Trấn |
| Phong Nam | Tiểu Tập, Hoàng Các Trang, Tây Cát, Đại Tân Trang, Tiền Doanh, Đường Phường, Vương Lan Trang, Liễu Thụ Hoàn, Hắc Duyên Tử, Tư Các Trang, Đại Tề Các Trang, Xóa Hà |
| Phong Nam | Hương |
| Phong Nam | Nam Tôn Trang, Đông Điền Trang, Tiêm Tự Cô |
| Phong Nhuận | Nhai đạo |
| Phong Nhuận | Thái Bình Lộ, Yến Sơn Lộ, Canh Dương |
| Phong Nhuận | Trấn |
| Phong Nhuận | Phong Nhuận, Nhậm Các Trang, Tả Gia Ổ, Tuyền Hà Đầu, Vương Quan Doanh, Hỏa Thạch Doanh, Tân Quân Truân, Tiểu Trương Các Trang, Phong Đăng Ổ, Lý Chiêu Trang, Bạch Quan Truân, Thạch Các Trang, Sa Lưu Hà, Thất Thụ Trang, Dương Quan Lâm, Ngân Thành Phô, Thường Quang |
| Phong Nhuận | Hương |
| Phong Nhuận | Khương Gia Doanh, Hoan Hỉ Trang, Lưu Gia Doanh |
| Tào Phi Điện | Trấn |
| Tào Phi Điện | Đường Hải, Tân Hải, Liễu Tán |
| Loan Nam | Nhai đạo |
| Loan Nam | Hữu Nghị Lộ |
| Loan Nam | Trấn |
| Loan Nam | Bôn Thành, Tống Đạo Khẩu, Trường Ngưng, Hồ Các Trang, Đà Lý, Diẻu Vương Trang, Ti Các Trang, An Các Trang, Bái Xỉ Cảng, Trình Trang, Thanh Đà Doanh, Bách Các Trang, Nam Bảo, Phương Các Trang, Đông Hoàng Đà, Mã Thành                                                |
| Lạc Đình | Nhai đạo |
| Lạc Đình | Lạc An |
| Lạc Đình | Trấn |
| Lạc Đình | Lạc Đình, Thang Gia Hà, Hồ Gia Đà, Diêm Các Trang, Mã Đầu Doanh, Tân Trại, Đinh Lưu Hà, Khương Các Trang, Mao Trang, Trung Bảo |
| Lạc Đình | Hương |
| Lạc Đình | Bàng Các Trang, Đại Tương Các Trang, Cổ Hà |
| Thiên Tây | Nhai đạo |
| Thiên Tây | Lật Hương |
| Thiên Tây | Trấn |
| Thiên Tây | Hưng Thành, Kim Hán Dục, Sái Hà Kiều, Thái Bình Trại, La Gia Truân, Đông Hoang Dục, Tân Tập, Tam Truân Doanh, Loan Dương |
| Thiên Tây | Hương |
| Thiên Tây | Bạch Miếu Tử, Thượng Doanh, Hán Nhi Trang, Ngư Hộ Trại, Cựu Thành, Doãn Trang, Đông Liên Hoa Viện, Tân Trang Tử |
| Ngọc Điền | Nhai đạo |
| Ngọc Điền | Vô Chung |
| Ngọc Điền | Trấn |
| Ngọc Điền | Ngọc Điền, Lượng Giáp Điếm, Nha Hồng Kiều, Oa Lạc Cô, Thạch Cữu Oa, Hồng Kiều, Tán Thủy Đầu, Lâm Nam Thương, Lâm Tây, Dương Gia Bản Kiều, Thải Đình Kiều, Cô Thụ, Đại An Trấn, Đường Tự Đầu, Quách Gia Truân, Dương Gia Sáo                                            |
| Ngọc Điền | Hương |
| Ngọc Điền | Lâm Đầu Truân, Triều Lạc Oa, Trần Gia Phô, Quách Gia Kiều |
| Tuân Hóa | Nhai đạo |
| Tuân Hóa | Hoa Minh Lộ, Văn Hóa Lộ |
| Tuân Hóa | Trấn |
| Tuân Hóa | Tuân Hóa, Bảo Tử Điếm, Mã Lan Dục, Bình An Thành, Đông Tân Trang, Tân Điếm Tử, Đảng Dục, Địa Bắc Cầu, Đông Cựu Trại, Thiết Hán, Tô Gia Oa, Kiến Minh, Thạch Môn |
| Tuân Hóa | Hương |
| Tuân Hóa | Tây Lưu Thôn, Thôi Gia Trang, Hưng Vượng Trại, Lưu Bị Trại, Đoàn Biều Trang, Nương Nương Trang, Tây Tam Lý, Hầu Gia Trại, Tiểu Hán |
| Tuân Hóa | Hương dân tộc |
| Tuân Hóa | Tây Hạ Doanh, Thang Tuyền, Đông Lăng |
| Thiên An | Nhai đạo |
| Thiên An | Vĩnh Thuận, Hưng An, Tân Hà, Dương Điếm Tử |
| Thiên An | Trấn |
| Thiên An | Hạ Quan Doanh, Dương Các Trang, Kiến Xương Doanh, Triệu Điếm Tử, Dã Kê Đà, Đại Thôi Trang, Thái Viên, Mã Lan Trang, Sa Hà Dịch, Mộc Hán Khẩu |
| Thiên An | Hương |
| Thiên An | Khấu Trang, Bành Điếm Tử, Thượng Xạ Nhạn Trang, Diêm Gia Điếm, Ngũ Trọng An, Đại Ngũ Lý, Thái Bình Trang |
| Loan Châu | Nhai đạo |
| Loan Châu | Loan Hà, Cổ Thành, Loan Thành Lộ, Hưởng Đường |
| Loan Châu | Trấn |
| Loan Châu | Đông An Các Trang, Lôi Trang, Tỳ Du Đà, Trăn Tử, Dương Liễu Trang, Du Trá, Cổ Mã, Tiểu Mã Trang, Cửu Bách Hộ, Vương Điếm Tử |

### Tần Hoàng Đảo
| Thành phố cấp địa khu Tần Hoàng Đảo quản lí trực tiếp 7 đơn vị hành chính cấp huyện, bao gồm 4 quận, 2 huyện và 1 huyện tự trị. Các đơn vị hành chính cấp huyện này được chia thành 92 đơn vị hành chính cấp hương, bao gồm 18 nhai đạo, 50 trấn và 24 hương. | |
| Hải Cảng | Nhai đạo |
| Hải Cảng | Văn Hóa Lộ, Hải Tân Lộ, Bắc Hoàn Lộ, Kiến Thiết Đại Nhai, Hà Đông, Tây Cảng Lộ, Yến Sơn Đại Nhai, Cảng Thành Đại Nhai, Đông Hoàn Lộ, Bạch Tháp Lĩnh                                            |
| Hải Cảng | Trấn |
| Hải Cảng | Đông Cảng, Hải Cảng, Tây Cảng, Hải Dương, Bắc Cảng, Đỗ Trang, Thạch Môn Trại, Trú Thao Doanh                                                                                                   |
| Sơn Hải Quan | Nhai đạo |
| Sơn Hải Quan | Nam Quan, Cổ Thành, Tây Quan, Lộ Nam |
| Sơn Hải Quan | Trấn |
| Sơn Hải Quan | Đệ Nhất Quan, Thạch Hà, Mạnh Khương |
| Bắc Đới Hà | Nhai đạo |
| Bắc Đới Hà | Tây Sơn, Đông Sơn |
| Bắc Đới Hà | Trấn |
| Bắc Đới Hà | Hải Tân, Đái Hà, Ngưu Đầu Nhai |
| Phủ Ninh | Nhai đạo |
| Phủ Ninh | Ly Thành |
| Phủ Ninh | Trấn |
| Phủ Ninh | Phủ Ninh, Lưu Thủ Doanh, Du Quan, Đài Doanh, Đại Tân Trại |
| Phủ Ninh | Hương |
| Phủ Ninh | Trà Bằng, Thâm Hà |
| Xương Lê | Trấn |
| Xương Lê | Xương Lê, Tĩnh An, An Sơn, Long Gia Điếm, Nê Tỉnh, Đại Bồ Hà, Tân Tập, Lưu Đài Trang, Như Hà, Chu Các Trang, Hoang Điền Trang                                                                  |
| Xương Lê | Hương |
| Xương Lê | Đoàn Lâm, Cát Điều Cảng, Mã Đà Điếm, Lưỡng Sơn, Thập Lý Phô |
| Lư Long | Trấn |
| Lư Long | Lư Long, Phan Trang, Yến Hà Doanh, Song Vọng, Lưu Điền Các Trang, Thạch Môn, Mộc Tỉnh, Trần Quan Truân, Cáp Bạc                                                                                |
| Lư Long | Hương |
| Lư Long | Hạ Trại, Lưu Gia Doanh, Ấn Trang |
| Thanh Long | Nhai đạo |
| Thanh Long | Đô Dương Lộ |
| Thanh Long | Trấn |
| Thanh Long | Thanh Long, Tổ Sơn, Mộc Đầu Đắng, Song Sơn Tử, Mã Quyển Tử, Tiêu Doanh Tử, Đại Vu Lam, Thổ Môn Tử, Bát Đạo Hà, Cách Hà Đầu, Lâu Trượng Tử                                                      |
| Thanh Long | Hương |
| Thanh Long | Phượng Hoàng Sơn, Long Vương Miếu, Tam Tinh Khẩu, Cán Câu, Đại Thạch Lĩnh, Quan Tràng, Tỳ Du Sơn, Bình Phương Tử, An Tử Lĩnh, Chu Trượng Tử, Thảo Niễn, Thất Đạo Hà, Tam Bát Tử, Lương Thủy Hà |

### Hàm Đan
| Thành phố cấp địa khu Hàm Đan quản lí 18 đơn vị hành chính cấp huyện, trong đó quản lí trực tiếp 6 quận, 11 huyện và quản lí đại thể 1 thành phố cấp huyện. Các đơn vị hành chính cấp huyện này được chia thành 232 đơn vị hành chính cấp hương, bao gồm 30 nhai đạo, 115 trấn, 85 hương và 2 hương dân tộc. | |
| Hàm Sơn | Nhai đạo |
| Hàm Sơn | Hỏa Ma, Lăng Viên Lộ, Quang Minh Lộ, Phũ Đông, La Thành Đầu, Chử Hà Lộ, Dục Tân Nam, Nông Lâm Lộ, Mậu Đông, Mậu Tây, Thịnh Hòa Lộ              |
| Hàm Sơn | Trấn |
| Hàm Sơn | Bắc Trương Trang, Hà Sa Trấn |
| Hàm Sơn | Hương |
| Hàm Sơn | Mã Trang, Nam Bảo, Đại Triệu |
| Tùng Đài | Nhai đạo |
| Tùng Đài | Tùng Đài Tây, Liên Phưởng Tây, Liên Phưởng Đông, Quang Minh Kiều, Tùng Đài Đông, Tứ Quý Thanh, Hòa Bình, Trung Hoa, Nhân Dân Lộ, Liễu Lâm Kiều |
| Tùng Đài | Trấn |
| Tùng Đài | Hoàng Lương Mộng |
| Tùng Đài | Hương |
| Tùng Đài | Tô Tào, Tam Lăng, Nam Lữ Cố, Kiêm Trang |
| Phục Hưng | Nhai đạo |
| Phục Hưng | Thắng Lợi Kiều, Bách Gia Thôn, Thiết Lộ Đại Viện, Hóa Lâm Lộ, Bàng Thôn, Nhị Lục Thất Nhị, Thạch Hóa                                           |
| Phục Hưng | Trấn |
| Phục Hưng | Hộ Thôn |
| Phục Hưng | Hương |
| Phục Hưng | Bành Gia Trại, Khang Trang |
| Phong Phong | Nhai đạo |
| Phong Phong | Phũ Dương Đông Lộ |
| Phong Phong | Trấn |
| Phong Phong | Lâm Thủy, Phong Phong, Tân Pha, Đại Xã, Hòa Thôn, Nghĩa Tỉnh, Bành Thành, Giới Thành, Đại Dục                                                  |
| Phong Phong | Hương |
| Phong Phong | Tây Cố Nghĩa |
| Phì Hương | Trấn |
| Phì Hương | Phì Hương, Thiên Đài Sơn, Tân An Trấn, Đại Tự Thượng, Đông Chương Bảo                                                                          |
| Phì Hương | Hương |
| Phì Hương | Mao Diễn, Nguyên Cố, Truân Trang, Cựu Điếm |
| Vĩnh Niên | Trấn |
| Vĩnh Niên | Lâm Minh Quan, Đại Bắc Uông, Trương Tây Bảo, Quảng Phủ, Vĩnh Hợp Hội, Lưu Doanh, Tây Tô, Giảng Vũ, Đông Dương Trang                            |
| Vĩnh Niên | Hương |
| Vĩnh Niên | Giới Hà Điếm, Lưu Hán, Chính Tây, Khúc Mạch, Tân Trang Bảo, Tiểu Long Mã, Tây Hà Trang, Tây Dương Thành                                        |
| Lâm Chương | Trấn |
| Lâm Chương | Lâm Chương, Nam Đông Phường, Tôn Đào Tập, Liễu Viên, Xưng Câu Tập, Nghiệp Thành, Chương Lý Tập                                                 |
| Lâm Chương | Hương |
| Lâm Chương | Địch Khâu, Trương Thôn Tập, Tây Dương Cao, Đỗ Thôn Tập, Tập Văn, Chuyên Trại Doanh, Bách Hạc Tập                                               |
| Thành An | Trấn |
| Thành An | Thành An, Thương Thành, Chương Hà Điếm, Lý Gia Thoản, Bắc Hương Nghĩa                                                                          |
| Thành An | Hương |
| Thành An | Tân Nghĩa, Bách Tự Doanh, Đạo Đông Bảo, Trường Hạng                                                                                            |
| Đại Danh | Trấn |
| Đại Danh | Đại Danh, Dương Kiều, Vạn Đê, Long Vương Miếu, Thúc Quán, Kim Than, Sa Khất Tháp, Đại Nhai, Phô Thượng, Tôn Cam Điếm                           |
| Đại Danh | Hương |
| Đại Danh | Vương Thôn, Hoàng Kim Đê, Cựu Trị, Tây Vị Trang, Tây Phó Tập, Niệm Đầu, Bắc Phong, Trương Thiết Tập, Hồng Miếu                                 |
| Đại Danh | Hương dân tộc |
| Đại Danh | Doanh Trấn |
| Thiệp | Nhai đạo |
| Thiệp | Bình An |
| Thiệp | Trấn |
| Thiệp | Hà Nam Điếm, Tác Bảo, Tây Tuất, Tỉnh Điếm, Canh Nhạc, Cố Tân, Tây Đạt, Thiên Thành, Thiệp Thành                                                |
| Thiệp | Hương |
| Thiệp | Thần Đầu, Liêu Thành, Thiên Điếm, Long Hổ, Mộc Tỉnh, Quan Phòng, Hợp Chương, Lộc Đầu                                                           |
| Từ | Trấn |
| Từ | Từ Châu, Giảng Vũ Thành, Nhạc Thành, Quan Đài, Bạch Thổ, Hoàng Sa                                                                              |
| Từ | Hương |
| Từ | Lộ Thôn Doanh, Thì Thôn Doanh, Đào Tuyền, Đô Đảng, Bắc Giả Bích                                                                                |
| Khâu | Trấn |
| Khâu | Tân Mã Đầu, Khâu Thành, Lương Nhị Trang, Hương Thành Cố, Cổ Thành Doanh                                                                        |
| Khâu | Hương |
| Khâu | Nam Tân Điếm |
| Khâu | Hương dân tộc |
| Khâu | Trần Thôn |
| Kê Trạch | Trấn |
| Kê Trạch | Kê Trạch, Tiểu Trại, Song Tháp, Tào Trang |
| Kê Trạch | Hương |
| Kê Trạch | Phù Đồ Điếm, Ngô Quan Doanh, Phong Chính |
| Quảng Bình | Trấn |
| Quảng Bình | Quảng Bình, Bình Cố Điếm, Thắng Doanh, Nam Dương Bảo, Thập Lý Phô, Nam Hàn, Đông Trương Mạnh                                                   |
| Quán Đào | Trấn |
| Quán Đào | Quán Đào, Phòng Trại, Sài Bảo, Ngụy Tăng Trại                                                                                                  |
| Quán Đào | Hương |
| Quán Đào | Thọ Sơn Tự, Vương Kiều, Nam Từ Thôn, Lộ Kiều                                                                                                   |
| Ngụy | Trấn |
| Ngụy | Ngụy Thành, Đức Chính, Bắc Cao, Song Tỉnh, Nha Lý, Xa Vãng, Hồi Long, Trương Nhị Trang, Đông Đại Cố, Viện Bảo, Cức Châm Trại, Nam Song Miếu    |
| Ngụy | Hương |
| Ngụy | Sa Khẩu Tập, Dã Hồ Quải, Sĩ Vọng Tập, Tiền Đại Ma, Đại Tân Trang, Đại Mã Thôn, Biên Mã, Bắc Đài Đầu, Bạc Khẩu                                  |
| Khúc Chu | Trấn |
| Khúc Chu | Khúc Chu, An Trại, Hầu Thôn, Hà Nam Thoản, Đệ Tứ Thoản, Bạch Trại                                                                              |
| Khúc Chu | Hương |
| Khúc Chu | Hòe Kiều, Nam Lý Nhạc, Đại Hà Đạo, Y Trang |
| Vũ An | Trấn |
| Vũ An | Vũ An, Khang Nhị Thành, Ngọ Cấp, Từ Sơn, Bá Diên, Thục Thôn, Đại Đồng, Ấp Thành, Khoáng Sơn, Hạ Tiến, Dương Ấp, Bồi Hồi, Dã Đào                |
| Vũ An | Hương |
| Vũ An | Thượng Đoàn Thành, Bắc An Trang, Bắc An Nhạc, Tây Thổ Sơn, Tây Tự Trang, Hoạt Thủy, Thạch Động, Quản Đào, Mã Gia Trang                         |

### Hình Đài
| Thành phố cấp địa khu Hình Đài quản lí 18 đơn vị hành chính cấp huyện, trong đó quản lí trực tiếp 4 quận, 12 huyện và quản lí đại thể 2 thành phố cấp huyện. Các đơn vị hành chính cấp huyện này được chia thành 193 đơn vị hành chính cấp hương, bao gồm 25 nhai đạo, 100 trấn và 68 hương. | |
| Tương Đô | Nhai đạo |
| Tương Đô | Nam Trường Nhai, Bắc Đại Nhai, Tây Đại Nhai, Tây Môn Lý, Tuyền Đông, Dự Nhượng Kiều                                                           |
| Tương Đô | Trấn |
| Tương Đô | Đông Quách Thôn, Chúc Thôn, Yến Gia Truân |
| Tương Đô | Hương |
| Tương Đô | Đại Lương Trang |
| Tín Đô | Nhai đạo |
| Tín Đô | Cương Thiết Lộ, Trung Hưng Lộ, Đạt Hoạt Tuyền, Trương Khoan, Chương Thôn, Trung Hoa Đại Nhai, Đoàn Kết Lộ, Tuyền Tây                          |
| Tín Đô | Trấn |
| Tín Đô | Nam Đại Quách, Lý Thôn, Nam Thạch Môn, Dương Phạm, Hoàng Tự, Hội Ninh, Tây Hoàng Thôn, Lộ La, Tương Quân Mộ, Tương Thủy, Tống Gia Trang       |
| Tín Đô | Hương |
| Tín Đô | Thái Tử Tỉnh, Long Tuyền Tự, Bắc Tiểu Trang, Thành Kế Đầu, Bạch Ngạn, Ký Gia Thôn                                                             |
| Nhậm Trạch | Trấn |
| Nhậm Trạch | Nhậm Thành, Hình Gia Loan, Tân Điếm, Thiên Khẩu                                                                                               |
| Nhậm Trạch | Hương |
| Nhậm Trạch | Tây Cố Thành, Vĩnh Phúc Trang, Đại Truân, Lạc Trang                                                                                           |
| Nam Hòa | Trấn |
| Nam Hòa | Hòa Dương, Giả Tống, Hách Kiều |
| Nam Hòa | Hương |
| Nam Hòa | Đông Tam Triệu, Diêm Lý, Hà Quách, Sử Triệu, Tam Tư                                                                                           |
| Lâm Thành | Trấn |
| Lâm Thành | Lâm Thành, Đông Trấn, Tây Thụ, Hách Trang |
| Lâm Thành | Hương |
| Lâm Thành | Hắc Thành, Áp Cáp Doanh, Thạch Thành, Triệu Trang                                                                                             |
| Nội Khâu | Trấn |
| Nội Khâu | Nội Khâu, Đại Mạnh Thôn, Kim Điếm, Quan Trang, Liễu Lâm                                                                                       |
| Nội Khâu | Hương |
| Nội Khâu | Ngũ Quách Điếm, Nam Tái, Chương Mô, Hầu Gia Trang                                                                                             |
| Bách Hương | Trấn |
| Bách Hương | Bách Hương, Cố Thành Điếm, Tây Uông, Long Hoa                                                                                                 |
| Bách Hương | Hương |
| Bách Hương | Vương Gia Trang, Nội Bộ |
| Long Nghiêu | Trấn |
| Long Nghiêu | Long Nghiêu, Ngụy Gia Trang, Doãn Thôn, Sơn Khẩu, Liên Tử Trấn, Cố Thành, Đông Lương                                                          |
| Long Nghiêu | Hương |
| Long Nghiêu | Bắc Lâu, Song Bi, Ngưu Gia Kiều, Thiên Hộ Doanh, Đại Trương Trang                                                                             |
| Ninh Tấn | Nhai đạo |
| Ninh Tấn | Ninh Bắc |
| Ninh Tấn | Trấn |
| Ninh Tấn | Phượng Hoàng, Hà Cừ, Bắc Hà Trang, Cảnh Trang Kiều, Đông Uông, Giả Gia Khẩu, Tứ Chi Lan, Đại Lục Thôn, Tô Gia Trang, Hoán Mã Điếm, Đường Khâu |
| Ninh Tấn | Hương |
| Ninh Tấn | Hầu Khẩu, Kỷ Xương Trang, Bắc Ngư, Từ Gia Hà, Đại Tào Trang                                                                                   |
| Cự Lộc | Trấn |
| Cự Lộc | Cự Lộc, Vương Hổ Trại, Tây Quách Thành, Quan Đình, Diêm Thoản, Tiểu Lữ Trại, Tô Gia Doanh                                                     |
| Cự Lộc | Hương |
| Cự Lộc | Đê Thôn, Trương Vương Thoản, Quan Trại |
| Tân Hà | Trấn |
| Tân Hà | Tân Hà, Tầm Trại |
| Tân Hà | Hương |
| Tân Hà | Bạch Thần Thủ, Kinh Gia Trang, Tây Lưu, Nhân Thượng Lý                                                                                        |
| Quảng Tông | Trấn |
| Quảng Tông | Quảng Tông, Phùng Gia Trại, Bắc Đường Thoản, Hạch Đào Viên                                                                                    |
| Quảng Tông | Hương |
| Quảng Tông | Hồ Lô, Đại Bình Đài, Kiện Chích, Đông Triệu                                                                                                   |
| Bình Hương | Nhai đạo |
| Bình Hương | Trung Hoa Lộ |
| Bình Hương | Trấn |
| Bình Hương | Bình Hương, Hà Cổ Miếu |
| Bình Hương | Hương |
| Bình Hương | Tiết Cố, Du Triệu, Điền Phó Thôn, Tầm Triệu                                                                                                   |
| Uy | Trấn |
| Uy | Minh Châu, Lê Viên Truân, Chương Đài, Hầu Quán, Thất Cấp, Hạ Doanh, Phương Gia Doanh, Thường Trang, Đệ Thập Doanh, Hạ Triêu, Triệu Thôn       |
| Uy | Hương |
| Uy | Tảo Viên, Cố Hiến, Trương Gia Doanh, Thường Truân, Cao Công Trang                                                                             |
| Thanh Hà | Trấn |
| Thanh Hà | Cát Tiên Trang, Liên Trang, Du Phường, Tạ Lô, Vương Quan Trang, Bá Doanh                                                                      |
| Lâm Tây | Trấn |
| Lâm Tây | Lâm Tây, Hà Tây, Hạ Bảo Tự, Tiêm Trủng, Lão Quan Trại, Lữ Trại                                                                                |
| Lâm Tây | Hương |
| Lâm Tây | Đông Tảo Viên, Dao An Trấn, Đại Lưu Trang |
| Nam Cung | Nhai đạo |
| Nam Cung | Phượng Cương, Nam Đỗ, Bắc Hồ, Tây Đinh |
| Nam Cung | Trấn |
| Nam Cung | Tô Thôn, Đại Cao Thôn, Thùy Dương, Minh Hóa, Đoạn Lô Đầu, Tử Trủng                                                                            |
| Nam Cung | Hương |
| Nam Cung | Đại Thôn, Nam Tiện Thôn, Đại Truân, Vương Đạo Trại, Tiết Ngô Thôn                                                                             |
| Sa Hà | Nhai đạo |
| Sa Hà | Đáp Liên, Kiều Đông, Kiều Tây, Tán Thiện |
| Sa Hà | Trấn |
| Sa Hà | Tân Thành, Bạch Tháp, Thập Lý Đình, Kỳ Thôn                                                                                                   |
| Sa Hà | Hương |
| Sa Hà | Sách Tỉnh, Lưu Thạch, Sài Quan, Thiền Phòng                                                                                                   |

### Bảo Định
| Thành phố cấp địa khu Bảo Định quản lí 24 đơn vị hành chính cấp huyện, trong đó quản lí trực tiếp 5 quận, 15 huyện và quản lí đại thể 4 thành phố cấp huyện. Các đơn vị hành chính cấp huyện này được chia thành 338 đơn vị hành chính cấp hương, bao gồm 31 nhai đạo, 179 trấn, 127 hương và 1 hương dân tộc. | |
| Tranh Tú | Nhai đạo |
| Tranh Tú | Tiên Phong, Tân Thị Tràng, Đông Phong, Kiến Nam, Hàn Thôn Bắc Lộ |
| Tranh Tú | Hương |
| Tranh Tú | Hiệt Trang, Phú Xương, Hàn Thôn, Nam Kỳ, Giang Thành |
| Liên Trì | Nhai đạo |
| Liên Trì | Hòa Bình Lý, Ngũ Tứ Lộ, Tây Quan, Trung Hoa Lộ, Đông Quan, Liên Minh, Hồng Tinh, Dụ Hoa, Vĩnh Hoa, Nam Quan |
| Liên Trì | Trấn |
| Liên Trì | Bách Lâu |
| Liên Trì | Hương |
| Liên Trì | Hàn Trang, Đông Kim Trang, Dương Trang, Nam Đại Viên, Tiêu Trang, Ngũ Nghiêu |
| Mãn Thành | Nhai đạo |
| Mãn Thành | Huệ Dương |
| Mãn Thành | Trấn |
| Mãn Thành | Mãn Thành, Đại Sách Doanh, Thần Tinh, Nam Hàn Thôn, Phương Thuận Kiều |
| Mãn Thành | Hương |
| Mãn Thành | Vu Gia Trang, Yếu Trang, Bạch Long, Thạch Tỉnh, Đà Nam, Lưu Gia Đài |
| Thanh Uyển | Trấn |
| Thanh Uyển | Thanh Uyển, Nhiễm Trang, Dương Thành, Ngụy Thôn, Ôn Nhân, Trương Đăng, Đại Trang, Tang Thôn, Vọng Đình |
| Thanh Uyển | Hương |
| Thanh Uyển | Bạch Đoàn, Bắc Điếm, Thạch Kiều, Lý Trang, Bắc Vương Lực, Đông Lư, Hà Kiều, Tôn Thôn, Diêm Trang |
| Từ Thủy | Trấn |
| Từ Thủy | An Túc, Thôi Trang, Đại Nhân, Toại Thành, Cao Lâm Thôn, Đại Vương Điếm, Tào Hà, Đông Sử Đoan, Lưu Thôn, Chính Thôn                                                                                                 |
| Từ Thủy | Hương |
| Từ Thủy | Hộ Mộc, Bộc Hà, Đông Phủ Sơn, Nghĩa Liên Trang |
| Lai Thủy | Nhai đạo |
| Lai Thủy | Nhai đạo khu quản lí trung tâm huyện |
| Lai Thủy | Trấn |
| Lai Thủy | Lai Thủy, Vĩnh Dương, Nghĩa An, Thạch Đình, Triệu Các Trang, Cửu Long, Tam Pha, Nhất Độ, Minh Nghĩa, Vương Thôn, Lâu Thôn                                                                                          |
| Lai Thủy | Hương |
| Lai Thủy | Đông Văn Sơn, Kỳ Trung Khẩu, Long Môn, Hồ Gia Trang |
| Phụ Bình | Trấn |
| Phụ Bình | Phụ Bình, Long Tuyền Quan, Bình Dương, Thành Nam Trang, Thiên Sinh Kiều, Vương Lâm Khẩu |
| Phụ Bình | Hương |
| Phụ Bình | Đài Dục, Đại Đài, Sử Gia Trại, Sa Oa, Ngô Vương Khẩu, Hạ Trang, Bắc Quả Nguyên |
| Định Hưng | Trấn |
| Định Hưng | Định Hưng, Cố Thành, Hiền Ngụ, Bắc Hà, Thiên Cung Tự, Tiểu Chu Trang, Diêu Thôn |
| Định Hưng | Hương |
| Định Hưng | Đông Lạc Bảo, Cao Lý, Trương Gia Trang, Tiêu Thôn, Liễu Trác, Dương Thôn, Bắc Điền, Bắc Nam Thái, Lý Úc Trang |
| Đường | Trấn |
| Đường | Nhân Hậu, Vương Kinh, Cao Xương, Bắc La, Bạch Hợp, Quân Thành, Xuyên Lý, Trường Cổ Thành, La Trang |
| Đường | Hương |
| Đường | Đô Đình, Nam Điếm Đầu, Bắc Điếm Đầu, Bạc Thủy, Đại Dương, Mê Thành, Tề Gia Tá, Dương Giác, Thạch Môn, Hoàng Thạch Khẩu, Đảo Mã Quan                                                                                |
| Cao Dương | Nhai đạo |
| Cao Dương | Cẩm Hoa |
| Cao Dương | Trấn |
| Cao Dương | Bàng Khẩu, Tây Diễn, Hình Gia Nam, Tấn Trang, Tiểu Vương Quả Trang |
| Cao Dương | Hương |
| Cao Dương | Bồ Khẩu, Bàng Gia Tá |
| Dung Thành | Trấn |
| Dung Thành | Dung Thành, Tiểu Lý, Nam Trương, Đại Hà, Lượng Mã Đài |
| Dung Thành | Hương |
| Dung Thành | Bát Vu, Giả Quang, Bình Vương |
| Lai Nguyên | Trấn |
| Lai Nguyên | Lai Nguyên, Ngân Phường, Tẩu Mã Dịch, Thủy Bảo, Vương An, Dương Gia Trang, Bạch Thạch Sơn, Nam Truân |
| Lai Nguyên | Hương |
| Lai Nguyên | Nam Mã Trang, Bắc Thạch Phật, Kim Gia Tỉnh, Lưu Gia Trang, Thượng Trang, Đông Đoàn Bảo, Tháp Nhai Dịch, Yên Môi Động                                                                                               |
| Vọng Đô | Trấn |
| Vọng Đô | Vọng Đô, Cố Điếm, Giả Thôn, Trung Hàn Trang, Tự Trang, Triệu Trang |
| Vọng Đô | Hương |
| Vọng Đô | Hắc Bảo, Cao Lĩnh |
| An Tân | Trấn |
| An Tân | An Tân, Đại Vương, Tam Đài, Đoan Thôn, Triệu Bắc Khẩu, Đồng Khẩu, Lưu Lý Trang, An Châu, Lão Hà Đầu |
| An Tân | Hương |
| An Tân | Quyển Đầu, Trại Lý, Lô Trang, Long Hóa |
| Dịch | Trấn |
| Dịch | Dịch Châu, Lương Cách Trang, Tây Lăng, Bùi Sơn, Đường Hồ, Lang Nha Sơn, Lương Cương, Tử Kinh Quan, Cao Thôn |
| Dịch | Hương |
| Dịch | Kiều Đầu, Bạch Mã, Lưu Tỉnh, Cao Mạch, Đại Long Hoa, An Cách Trang, Lăng Vân Sách, Tây Sơn Bắc, Úy Đô, Độc Nhạc, Thất Dục, Phú Cương, Pha Thương, Ngưu Cương, Kiều Gia Hà, Cam Hà Tịnh, Thái Gia Dục, Nam Thành Ti |
| Khúc Dương | Trấn |
| Khúc Dương | Hằng Châu, Linh Sơn, Yến Triệu, Dương Bình, Văn Đức, Hiểu Lâm, Để Thôn, Tề Thôn, Hiếu Mộ |
| Khúc Dương | Hương |
| Khúc Dương | Lộ Trang Tử, Hạ Hà, Trang Khoa, Đông Vượng, Sản Đức, Đảng Thành, Lang Gia Trang, Phạm Gia Trang, Bắc Đài |
| Lễ | Trấn |
| Lễ | Lễ Ngô, Lưu Sử, Đại Xích Bích, Tân Hưng, Bắc Quách Đan, Vạn An, Tang Viên, Nam Trang, Đại Khúc Đê, Bảo Khư |
| Lễ | Hương |
| Lễ | Tiểu Trần, Lâm Bảo, Bắc Niệm Đầu |
| Thuận Bình | Trấn |
| Thuận Bình | Bồ Dương, Cao Vu Phô, Yêu Sơn, Bồ Thượng, Thần Nam |
| Thuận Bình | Hương |
| Thuận Bình | Bạch Vân, Hà Khẩu, An Dương, Đài Ngư, Đại Bi |
| Bác Dã | Trấn |
| Bác Dã | Bác Dã, Tiểu Điếm, Trình Ủy, Đông Khư, Bắc Dương, Thành Đông, Nam Tiểu Vương |
| Hùng | Trấn |
| Hùng | Hùng Châu, Tảm Cương, Đại Doanh, Long Loan, Chu Các Trang, Mễ Gia Vụ, Mạo Châu, Cẩu Các Trang |
| Hùng | Hương |
| Hùng | Bắc Sa Khẩu, Song Đường, Trương Cương, Thất Gian Phòng |
| Trác Châu | Nhai đạo |
| Trác Châu | Song Tháp, Đào Viên, Thanh Lương Tự |
| Trác Châu | Trấn |
| Trác Châu | Tùng Lâm Điếm, Mã Đầu, Đông Thành Phường, Cao Quan Trang, Đông Tiên Pha, Bách Xích Can, Nghĩa Hòa Trang, Điêu Oa, Lâm Gia Truân, Đậu Trang                                                                         |
| Trác Châu | Hương |
| Trác Châu | Tôn Gia Trang |
| Định Châu | Nhai đạo |
| Định Châu | Nam Thành Khu, Bắc Thành Khu, Tây Thành Khu, Trường An Lộ |
| Định Châu | Trấn |
| Định Châu | Lưu Tảo, Thanh Phong Điếm, Bàng Thôn, Chuyên Lộ, Minh Nguyệt Điếm, Đinh Ninh Điếm, Đông Đình, Đại Tân Trang, Đông Vượng, Cao Bồng, Hình Ấp, Lý Thân Cố, Tử Vị, Khai Nguyên, Chu Thôn, Tức Trủng                    |
| Định Châu | Hương |
| Định Châu | Đông Lưu Xuân, Dương Gia Trang, Đại Lộc Trang, Tây Thành |
| Định Châu | Hương dân tộc |
| Định Châu | Hào Đầu Trang |
| An Quốc | Nhai đạo |
| An Quốc | Dược Đô, Kỳ Châu Lộ |
| An Quốc | Trấn |
| An Quốc | Ngũ Nhân Kiều, Thạch Phật, Trịnh Chương, Đại Ngũ Nữ, Tây Phật Lạc, Tây Thành |
| An Quốc | Hương |
| An Quốc | Minh Quan Điếm, Nam Lâu Để, Bắc Đoạn Thôn |
| Cao Bi Điếm | Nhai đạo |
| Cao Bi Điếm | Hòa Bình, Quân Thành, Đông Thịnh, Bắc Thành, Hưng Hoa Lộ |
| Cao Bi Điếm | Trấn |
| Cao Bi Điếm | Phương Quan, Tân Thành, Tứ Trang, Tân Lập Trang, Đông Mã Doanh, Tân Kiều, Tiêu Quan Doanh, Trương Lục Trang, Lương Gia Doanh                                                                                       |

### Trương Gia Khẩu
| Thành phố cấp địa khu Trương Gia Khẩu quản lí trực tiếp 16 đơn vị hành chính cấp huyện, bao gồm 6 quận và 10 huyện. Các đơn vị hành chính cấp huyện này được chia thành 226 đơn vị hành chính cấp hương, bao gồm 23 nhai đạo, 94 trấn, 107 hương và 2 hương dân tộc. | |
| Kiều Đông | Nhai đạo |
| Kiều Đông | Hồng Kỳ Lâu, Thắng Lợi Bắc Lộ, Ngũ Nhất Lộ, Hoa Viên Nhai, Công Nghiệp Lộ                                                                                  |
| Kiều Đông | Trấn |
| Kiều Đông | Diêu Gia Trang, Đại Thương Cái |
| Kiều Đông | Hương |
| Kiều Đông | Đông Vọng Sơn |
| Kiều Tây | Nhai đạo |
| Kiều Tây | Tân Hoa Nhai, Đại Cảnh Môn, Minh Đức Bắc, Minh Đức Nam, Bảo Tử Lý, Nam Doanh Phường, Công Nhân Tân Thôn                                                    |
| Kiều Tây | Trấn |
| Kiều Tây | Đông Diêu Tử |
| Tuyên Hóa | Nhai đạo |
| Tuyên Hóa | Thiên Thái Tự, Hoàng Thành, Nam Quan, Nam Đại Nhai, Đại Bắc Nhai, Công Nghiệp Nhai, Kiến Quốc Nhai                                                         |
| Tuyên Hóa | Trấn |
| Tuyên Hóa | Bàng Gia Bảo, Thâm Tỉnh, Quách Thôn, Dương Hà Nam, Giả Gia Doanh, Cố Gia Doanh, Triệu Xuyên                                                                |
| Tuyên Hóa | Hương |
| Tuyên Hóa | Hà Tử Tây, Xuân Quang, Hầu Gia Miếu, Lý Gia Bảo, Vương Gia Loan, Tháp Nhi Thôn, Giang Gia Truân                                                            |
| Hạ Hoa Viên | Nhai đạo |
| Hạ Hoa Viên | Thành Trấn, Môi Khoáng |
| Hạ Hoa Viên | Hương |
| Hạ Hoa Viên | Hoa Viên, Tân Trang Tử, Định Phương Thủy, Đoạn Gia Bảo |
| Vạn Toàn | Nhai đạo |
| Vạn Toàn | Khổng Gia Trang |
| Vạn Toàn | Trấn |
| Vạn Toàn | Khổng Gia Trang, Vạn Toàn, Tẩy Mã Lâm, Quách Lỗi Trang |
| Vạn Toàn | Hương |
| Vạn Toàn | Thiện Phòng Bảo, Bắc Tân Truân, Tuyên Bình Bảo, Cao Miếu Bảo, Cựu Bảo, An Gia Bảo, Bắc Sa Thành                                                            |
| Sùng Lễ | Nhai đạo |
| Sùng Lễ | Tây Loan Tử |
| Sùng Lễ | Trấn |
| Sùng Lễ | Tây Loan Tử, Cao Gia Doanh |
| Sùng Lễ | Hương |
| Sùng Lễ | Tứ Đài Chủy, Hồng Kỳ Doanh, Thạch Diêu Tử, Dịch Mã Đồ, Thạch Chủy Tử, Sư Tử Câu, Thanh Tam Doanh, Bạch Kỳ                                                  |
| Trương Bắc | Trấn |
| Trương Bắc | Trương Bắc, Công Hội, Nhị Đài, Đại Hốt Luân, Tiểu Nhị Đài, Du Lâu Câu, Đại Hà                                                                              |
| Trương Bắc | Hương |
| Trương Bắc | Đài Lộ Câu, Man Đầu Doanh, Nhị Tuyền Tỉnh, Đan Tinh Hà, Hải Lưu Đồ, Lưỡng Diện Tỉnh, Đại Tây Loan, Hách Gia Doanh, Bạch Miếu Than, Chiến Hải, Tam Hào      |
| Khang Bảo | Trấn |
| Khang Bảo | Khang Bảo, Trương Kỷ, Thổ Thành Tử, Đặng Du Phường, Lý Gia Địa, Chiếu Dương Hà, Truân Khẩn                                                                 |
| Khang Bảo | Hương |
| Khang Bảo | Diêm Du Phường, Đan Thanh Hà, Cáp Tất Dát, Nhị Hào Bặc, Lô Gia Doanh, Trung Nghĩa, Xử Trường Địa, Mãn Đức Đường                                            |
| Cô Nguyên | Trấn |
| Cô Nguyên | Bình Định Bảo, Tiểu Hán, Hoàng Cái Náo, Cửu Liên Thành |
| Cô Nguyên | Hương |
| Cô Nguyên | Cao Sơn Bảo, Tiểu Hà Tử, Nhị Đạo Cừ, Thiểm Điện Hà, Trường Lương, Phong Nguyên Điếm, Tây Tân Doanh, Liên Hoa Than, Bạch Thổ Diêu                           |
| Cô Nguyên | Hương dân tộc |
| Cô Nguyên | Đại Nhị Hào |
| Thượng Nghĩa | Trấn |
| Thượng Nghĩa | Nam Hào Tiệm, Đại Thanh Câu, Bát Đạo Câu, Hồng Thổ Lương, Tiểu Toán Câu, Tam Công Địa, Mãn Tỉnh                                                            |
| Thượng Nghĩa | Hương |
| Thượng Nghĩa | Đại Doanh Bàn, Đại Tô Kế, Thạch Tỉnh, Thất Giáp, Sáo Lý Trang, Giáp Thạch Hà, Hạ Mã Quyển                                                                  |
| Uất | Trấn |
| Uất | Uất Châu, Đại Vương Thành, Tây Hợp Doanh, Cát Gia Trang, Bạch Nhạc, Noãn Tuyền, Nam Lưu Trang, Bắc Thủy Tuyền, Đào Hoa, Dương Quyến, Tống Gia Trang        |
| Uất | Hương |
| Uất | Hạ Cung Thôn, Nam Dương Trang, Bách Thụ, Thường Ninh, Dũng Tuyền, Dương Trang Khoa, Nam Lĩnh Trang, Trần Gia Oa, Hoàng Mai, Bạch Thảo Thôn, Thảo Câu Bảo   |
| Dương Nguyên | Trấn |
| Dương Nguyên | Tây Thành, Đông Thành, Hó a Sảo Doanh, Sủy Cốt Thoản, Đông Tỉnh Tập                                                                                        |
| Dương Nguyên | Hương |
| Dương Nguyên | Yếu Gia Trang, Đông Phường Thành Bảo, Tỉnh Nhi Câu, Tam Mã Phường, Cao Tường, Đại Điền Oa, Tân Bảo, Mã Quyển Bảo, Phù Đồ Giảng                             |
| Hoài An | Trấn |
| Hoài An | Sài Câu Bảo, Tả Vệ, Đầu Bách Hộ, Hoài An Thành |
| Hoài An | Hương |
| Hoài An | Độ Khẩu Bảo, Đệ Lục Truân, Tây Loan Bảo, Tây Sa Thành, Thái Bình Trang, Vương Hổ Truân, Đệ Tam Bảo                                                         |
| Hoài Lai | Trấn |
| Hoài Lai | Sa Thành, Bắc Tân Bảo, Tân Bảo An, Đông Hoa Viên, Quan Sảnh, Tang Viên, Tồn Thụy, Thổ Mộc, Đại Hoàng Trang, Tây Bát Lý, Tiểu Nam Tân Bảo                   |
| Hoài Lai | Hương |
| Hoài Lai | Lang Sơn, Kê Minh Dịch, Đông Bát Lý, Thụy Vân Quan, Tôn Trang Tử                                                                                           |
| Hoài Lai | Hương dân tộc |
| Hoài Lai | Vương Gia Lâu |
| Trác Lộc | Trấn |
| Trác Lộc | Trác Lộc, Trương Gia Bảo, Vũ Gia Câu, Ngũ Bảo, Bảo Đại, Phàn Sơn, Đại Bảo, Hà Đông, Đông Tiểu Trang, Huy Diệu, Đại Hà Nam, Ôn Tuyền Truân, Mãng Thạch Khẩu |
| Trác Lộc | Hương |
| Trác Lộc | Loan Trang, Hắc Sơn Tự, Ngọa Phật Tự, Tạ Gia Bảo |
| Xích Thành | Trấn |
| Xích Thành | Xích Thành, Điền Gia Diêu, Long Quan, Điêu Ngạc, Độc Thạch Khẩu, Bạch Thảo, Long Môn Sở, Hậu Thành, Đông Mão                                               |
| Xích Thành | Hương |
| Xích Thành | Pháo Lương, Đại Hải Đà, Trấn Ninh Bảo, Mã Doanh, Vân Châu, Tam Đạo Xuyên, Đông Vạn Khẩu, Tỳ Doanh Tử, Dạng Điền                                            |

### Thừa Đức
| Thành phố cấp địa khu Thừa Đức quản lí 11 đơn vị hành chính cấp huyện, trong đó quản lí trực tiếp 3 quận, 4 huyện, 3 huyện tự trị và quản lí đại thể 1 thành phố cấp huyện. Các đơn vị hành chính cấp huyện này được chia thành 217 đơn vị hành chính cấp hương, bao gồm 14 nhai đạo, 108 trấn, 72 hương và 23 hương dân tộc. | |
| Song Kiều | Nhai đạo |
| Song Kiều | Tây Đại Nhai, Đầu Đạo Bài Lâu, Phan Gia Câu, Trung Hoa Lộ, Tân Hoa Lộ, Thạch Động Tử Câu, Kiều Đông |
| Song Kiều | Trấn |
| Song Kiều | Thủy Tuyền Câu, Sư Tử Câu, Ngưu Quyển Tử Câu, Đại Thạch Miếu, Song Phong Tự |
| Song Loan | Nhai đạo |
| Song Loan | Nguyên Bảo Sơn, Cương Thành, Tú Thủy |
| Song Loan | Trấn |
| Song Loan | Song Tháp Sơn, Loan Hà, Đại Miếu, Thiên Kiều Tử, Tây Địa |
| Song Loan | Hương |
| Song Loan | Trần Sách Tử |
| Ưng Thủ Doanh Tử | Nhai đạo |
| Ưng Thủ Doanh Tử | Thiết Bắc Lộ |
| Ưng Thủ Doanh Tử | Trấn |
| Ưng Thủ Doanh Tử | Ưng Thủ Doanh Tử, Bắc Mã Quyển Tử, Thọ Vương Phần, Uông Gia Trang |
| Thừa Đức | Trấn |
| Thừa Đức | Hạ Bản Thành, Giáp Sơn, Lục Câu, Tam Câu, Đầu Câu, Cao Tự Đài, An Tượng, Tam Gia, Đặng Thượng, Thượng Cốc, Tân Trượng Tử, Thạch Hôi Diêu |
| Thừa Đức | Hương |
| Thừa Đức | Đông Tiểu Bạch Kỳ, Lưu Trượng Tử, Mạnh Gia Viện, Đại Doanh Tử, Bát Gia, Mãn Trượng Tử, Ngũ Đạo Hà, Xóa Câu, Thương Tử |
| Thừa Đức | Hương dân tộc |
| Thừa Đức | Cương Tử, Lưỡng Gia |
| Hưng Long | Trấn |
| Hưng Long | Hưng Long, Bán Bích Sơn, Quải Lan Dục, Thanh Tùng Lĩnh, Lục Đạo Hà, Bình An Bảo, Bắc Doanh Phòng, Cô Sơn Tử, Lam Kỳ Doanh, Vụ Linh Sơn, Lý Gia Doanh, Đại Trượng Tử, Tam Đạo Hà, Ma Cô Dục, Đại Thủy Tuyền |
| Hưng Long | Hương |
| Hưng Long | Đẩu Tử Dục, Thượng Thạch Động, An Tử Lĩnh |
| Hưng Long | Hương dân tộc |
| Hưng Long | Nam Thiên Môn, Bát Quái Lĩnh |
| Loan Bình | Nhai đạo |
| Loan Bình | Trung Hưng Lộ |
| Loan Bình | Trấn |
| Loan Bình | Loan Bình, Trường Sơn Dục, Hồng Kỳ, Kim Câu Truân, Hổ Thập Cáp, Ba Khắc Thập Doanh, Trương Bách Loan, Phó Doanh Tử, Đại Truân, Hỏa Đấu Sơn |
| Loan Bình | Hương |
| Loan Bình | Lưỡng Gian Phòng, Lạo Oa |
| Loan Bình | Hương dân tộc |
| Loan Bình | Bình Phường, An Thuần Câu Môn, Tiểu Doanh, Tây Câu, Đặng Hán, Ngũ Đạo Doanh Tử, Mã Doanh Tử, Phó Gia Điếm |
| Long Hóa | Nhai đạo |
| Long Hóa | An Châu |
| Long Hóa | Trấn |
| Long Hóa | Long Hóa, Hàn Ma Doanh, Trung Quan, Thất Gia, Thang Đầu Câu, Trương Tam Doanh, Đường Tam Doanh, Lam Kỳ, Bộ Cổ Câu, Quách Gia Truân |
| Long Hóa | Hương |
| Long Hóa | Hoang Địa, Chương Cát Doanh, Mao Kinh Bá, Sơn Loan, Dảm Phòng, Hàn Gia Điếm, Loan Câu Môn |
| Long Hóa | Hương dân tộc |
| Long Hóa | Doãn Gia Doanh, Miếu Tử Câu, Thiên Pha Doanh, Bát Đạt Doanh, Thái Bình Trang, Cựu Truân, Tây A Siêu, Bạch Hổ Câu |
| Phong Ninh | Nhai đạo |
| Phong Ninh | Tân Phong Lộ |
| Phong Ninh | Trấn |
| Phong Ninh | Đại Các, Đại Than, Ngư Nhi Sơn, Thổ Thành, Hoàng Kỳ, Phượng Sơn, Ba La Nặc, Hắc Sơn Trớ, Thiên Kiều, Hồ Ma Doanh |
| Phong Ninh | Hương |
| Phong Ninh | Vạn Thắng, Tứ Xóa Khẩu, Tô Gia Điếm, Ngoại Câu Môn, Thảo Nguyên, Quật Lung Sơn, Tiểu Bá Tử, Ngũ Đạo Doanh, Tuyển Tương Doanh, Tây Quan Doanh, Vương Doanh, Bắc Đầu Doanh, Thạch Nhân Câu, Thang Hà, Dương Mộc Sách Tử |
| Phong Ninh | Hương dân tộc |
| Phong Ninh | Nam Quan |
| Khoan Thành | Trấn |
| Khoan Thành | Khoan Thành, Long Tu Môn, Dục Nhĩ Nhai, Bản Thành, Thang Đạo Hà, Bột La Đài, Niễn Tử Dục, Lượng Giáp Đài, Hóa Bì Lưu Tử, Tùng Lĩnh |
| Khoan Thành | Hương |
| Khoan Thành | Tháp Sơn, Mạnh Tử Lĩnh, Độc Thạch Câu, Hoa Tiêm, Đông Hoàng Hoa Xuyên, Vi Tử Câu, Đại Tự Câu, Đại Thạch Trụ Tử |
| Vi Trường | Trấn |
| Vi Trường | Vi Trường, Tứ Hợp Vĩnh, Khắc Lặc Câu, Kỳ Bàn Sơn, Bán Tiệt Tháp, Triêu Dương Địa, Triêu Dương Loan, Yêu Trạm, Long Đầu Sơn, Tân Bát, Ngự Đạo Khẩu, Thành Tử |
| Vi Trường | Hương |
| Vi Trường | Đạo Bá Tử, Hoàng Thổ Khảm, Tứ Đạo Câu, Lan Kỳ Tạp Luân, Ngân Oa Câu, Tân Địa, Quảng Phát Vĩnh, Dục Thái Hòa, Quách Gia Loan, Dương Gia Loan, Đại Hoán Khởi, Cáp Lý Cáp, Trương Gia Loan, Bảo Nguyên Sạn, Sơn Loan Tử, Tam Nghĩa Vĩnh, Khương Gia Điếm, Hạ Hỏa Phòng, Yến Cách Bách, Bài Lâu, Lão Oa Phô, Thạch Trác Tử, Đại Đầu Sơn, Nam Sơn Chủy, Tây Long Đầu |
| Bình Tuyền | Trấn |
| Bình Tuyền | Bình Tuyền, Hoàng Thổ Lương Tử, Du Thụ Lâm Tử, Dương Thụ Lĩnh, Thất Câu, Tiểu Tự Câu, Đảng Bá, Ngọa Long, Nam Ngũ Thập Gia Tử, Bắc Ngũ Thập Gia Tử, Bột La Thụ, Liễu Khê, Bình Bắc, Thanh Hà, Đài Đầu Sơn |
| Bình Tuyền | Hương |
| Bình Tuyền | Vương Thổ Phòng, Đạo Hổ Câu |
| Bình Tuyền | Hương dân tộc |
| Bình Tuyền | Thất Gia Đại, Mao Lan Câu |

### Thương Châu
| Thành phố cấp địa khu Thương Châu quản lí 16 đơn vị hành chính cấp huyện, trong đó quản lí trực tiếp 2 quận, 9 huyện, 1 huyện tự trị và quản lí đại thể 4 thành phố cấp huyện. Các đơn vị hành chính cấp huyện này được chia thành 190 đơn vị hành chính cấp hương, bao gồm 26 nhai đạo, 92 trấn, 64 hương và 8 hương dân tộc. | |
| Tân Hoa | Nhai đạo |
| Tân Hoa | Kiến Thiết Bắc Nhai, Xa Trạm, Nam Đại Nhai, Đông Hoàn, Đạo Đông |
| Tân Hoa | Hương |
| Tân Hoa | Tiểu Triệu Trang |
| Vận Hà | Nhai đạo |
| Vận Hà | Thủy Nguyệt Tự, Nam Hoàn Trung Lộ, Nam Hồ, Thị Tràng, Tây Hoàn Trung, Công Viên                                                                                        |
| Vận Hà | Trấn |
| Vận Hà | Tiểu Vương Trang |
| Vận Hà | Hương |
| Vận Hà | Nam Trần Truân |
| Thương | Trấn |
| Thương | Cựu Châu, Hưng Tế, Đỗ Sinh, Thôi Nhĩ Trang |
| Thương | Hương |
| Thương | Tiết Quan Truân, Trương Quan Truân, Phong Hóa Điếm, Diêu Quan Truân, Uông Gia Phô, Lưu Gia Miếu, Ngỗ Long Đường, Đại Quan Sảnh, Cao Xuyên, Hoàng Đệ Phô, Chỉ Phòng Đầu |
| Thương | Hương dân tộc |
| Thương | Tiệp Địa, Lý Thiên Mộc, Đỗ Lâm, Đại Chử Thôn |
| Thanh | Trấn |
| Thanh | Thanh Châu, Kim Ngưu, Tân Hưng, Lưu Hà, Mộc Thôn Điếm, Mã Hán, Bàn Cổ                                                                                                  |
| Thanh | Hương |
| Thanh | Thượng Ngũ, Tào Tự, Trần Chủy |
| Đông Quang | Trấn |
| Đông Quang | Đông Quang, Liên Trấn, Hoa Vương, Tần Thôn, Đăng Minh Tự, Nam Hà Khẩu, Đại Đan, Long Vương Lý                                                                          |
| Đông Quang | Hương |
| Đông Quang | Vu Kiều |
| Hải Hưng | Trấn |
| Hải Hưng | Tô Cơ, Tân Tập, Cao Loan |
| Hải Hưng | Hương |
| Hải Hưng | Triệu Mao Đào, Hương Phường, Tiểu Sơn, Trương Hội Đình |
| Diêm Sơn | Trấn |
| Diêm Sơn | Diêm Sơn, Vọng Thụ, Khánh Vân, Hàn Tập, Thiên Đồng, Thánh Phật |
| Diêm Sơn | Hương |
| Diêm Sơn | Biên Vụ, Tiểu Doanh, Dương Tập, Mạnh Điếm, Thường Trang, Tiểu Trang |
| Túc Ninh | Trấn |
| Túc Ninh | Túc Ninh, Lương Gia Thôn, Oa Bắc, Thượng Thôn, Vạn Lý, Sư Tổ, Lưu Thiện Tự                                                                                             |
| Túc Ninh | Hương |
| Túc Ninh | Phó Gia Tá, Thiệu Trang |
| Nam Bì | Trấn |
| Nam Bì | Nam Bì, Phùng Gia Khẩu, Trại Tử, Bảo Quan Truân, Vương Tự, Ô Mã Doanh                                                                                                  |
| Nam Bì | Hương |
| Nam Bì | Đại Lãng Điến, Lưu Bát Lý, Lộ Quán |
| Ngô Kiều | Trấn |
| Ngô Kiều | Tang Viên, Thiết Thành, Vu Tập, Lương Tập, An Lăng |
| Ngô Kiều | Hương |
| Ngô Kiều | Tào Gia Oa, Tống Môn, Dương Gia Tự, Câu Điếm Phô, Hà Trang |
| Hiến | Trấn |
| Hiến | Nhạc Thọ, Hoài Trấn, Quách Trang, Hà Thành Nhai, Hàn Thôn, Mạch Nam, Trần Trang, Đoạn Thôn, Cao Quan                                                                   |
| Hiến | Hương |
| Hiến | Thương Lâm, Trương Thôn, Lâm Hà, Tiểu Bình Vương, Thập Ngũ Cấp, Lũy Đầu, Nam Hà Đầu, Tây Thành                                                                         |
| Hiến | Hương dân tộc |
| Hiến | Bản Trai |
| Mạnh Thôn | Trấn |
| Mạnh Thôn | Mạnh Thôn, Tân Huyện, Tân Điếm, Cao Trại |
| Mạnh Thôn | Hương |
| Mạnh Thôn | Tống Trang Tử, Ngưu Tiến Trang |
| Bạc Đầu | Nhai đạo |
| Bạc Đầu | Giải Phóng, Hà Đông, Cổ Lâu |
| Bạc Đầu | Trấn |
| Bạc Đầu | Bạc, Giao Hà, Tề Kiều, Tự Môn Thôn, Hách Thôn, Phú Trấn, Văn Miếu, Oa Lý Vương                                                                                         |
| Bạc Đầu | Hương |
| Bạc Đầu | Vương Vũ Trang, Doanh Tử, Tứ Doanh, Tây Tân Điếm |
| Nhâm Khâu | Nhai đạo |
| Nhâm Khâu | Tân Hoa Lộ, Tây Hoàn Lộ, Vĩnh Phong Lộ, Trung Hoa Lộ, Bột Hải Lộ, Du Kiến Lộ, Hội Chiến Đạo                                                                            |
| Nhâm Khâu | Trấn |
| Nhâm Khâu | Xuất Ngạn, Thạch Môn Kiều, Lữ Công Bảo, Trường Phong, Lương Triệu, Tân Trung Dịch, Ma Gia Ổ, Bắc Tân Trang, Nghị Luận Bảo                                              |
| Nhâm Khâu | Hương |
| Nhâm Khâu | Thanh Tháp, Bắc Hán, Vu Thôn |
| Hoàng Hoa | Nhai đạo |
| Hoàng Hoa | Hoa Đông, Hoa Trung, Hoa Tây |
| Hoàng Hoa | Trấn |
| Hoàng Hoa | Hoàng Hoa, Nam Bài Hà, Lữ Kiều, Cựu Thành, Tề Gia Vụ, Đằng Trang Tử |
| Hoàng Hoa | Hương |
| Hoàng Hoa | Thường Quách, Quan Trang |
| Hoàng Hoa | Hương dân tộc |
| Hoàng Hoa | Dương Nhị Trang, Dương Tam Mộc |
| Hà Gian | Nhai đạo |
| Hà Gian | Doanh Châu Lộ, Thành Viên Tây Lộ |
| Hà Gian | Trấn |
| Hà Gian | Mễ Các Trang, Cảnh Hòa, Ngọ a Phật Đường, Thúc Thành, Lưu Cổ Tự, Sa Hà Kiều, Thi Kinh Thôn, Tôn Tổ Trang, Hưng Thôn                                                    |
| Hà Gian | Hương |
| Hà Gian | Cố Tiên, Lê Dân Cư, Sa Oa, Tây Cửu Cát, Bắc Thạch Tào, Thì Thôn, Hành Biệt Doanh, Long Hoa Điếm                                                                        |
| Hà Gian | Hương dân tộc |
| Hà Gian | Quả Tử Oa |

### Lang Phường
| Thành phố cấp địa khu Lang Phường quản lí 10 đơn vị hành chính cấp huyện, trong đó quản lí trực tiếp 2 quận, 5 huyện, 1 huyện tự trị và quản lí đại thể 2 thành phố cấp huyện. Các đơn vị hành chính cấp huyện này được chia thành 106 đơn vị hành chính cấp hương, bao gồm 17 nhai đạo, 72 trấn, 15 hương và 2 hương dân tộc. | |
| An Thứ | Nhai đạo |
| An Thứ | Ngân Hà Nam Lộ, Quang Minh Tây Đạo, Vĩnh Hoa Đạo                                                                                             |
| An Thứ | Trấn |
| An Thứ | Lạc Phạt, Mã Đầu, Cát Ngư Thành, Đông Cô Cảng, Điều Hà Đầu                                                                                   |
| An Thứ | Hương |
| An Thứ | Dương Thuế Vụ, Cừu Trang, Bắc Sử Gia Vụ |
| Quảng Dương | Nhai đạo |
| Quảng Dương | Ngân Hà Bắc Lộ, Ái Dân Đông Đạo, Giải Phóng Đạo, Tân Khai Lộ, Tân Nguyên Đạo                                                                 |
| Quảng Dương | Trấn |
| Quảng Dương | Nam Tiêm Tháp, Vạn Trang, Cửu Châu |
| Quảng Dương | Hương |
| Quảng Dương | Bắc Vượng |
| Cố An | Trấn |
| Cố An | Cố An, Cung Thôn, Liễu Tuyền, Ngưu Đà, Mã Trang                                                                                              |
| Cố An | Hương |
| Cố An | Đông Loan, Bành Thôn, Cừ Câu, Lễ Nhượng Điếm                                                                                                 |
| Vĩnh Thanh | Nhai đạo |
| Vĩnh Thanh | Thành Khu |
| Vĩnh Thanh | Trấn |
| Vĩnh Thanh | Vĩnh Thanh, Hàn Thôn, Hậu Dịch, Biệt Cổ Trang, Lý Lan Thành                                                                                  |
| Vĩnh Thanh | Hương |
| Vĩnh Thanh | Tào Gia Vụ, Long Hổ Trang, Lưu Nhai, Tam Thánh Khẩu                                                                                          |
| Vĩnh Thanh | Hương dân tộc |
| Vĩnh Thanh | Quản Gia Vụ |
| Hương Hà | Trấn |
| Hương Hà | Thục Dương, Tưởng Tân Truân, Cừ Khẩu, An Đầu Truân, An Bình, Lưu Tống, Ngũ Bách Hộ, Tiền Vượng, Kiềm Truân                                   |
| Đại Thành | Trấn |
| Đại Thành | Bình Thư, Vượng Thôn, Đại Thượng Truân, Nam Triệu Phù, Lưu Các Trang, Quyền Thôn, Lý Thản, Quảng An, Bắc Ngụy, Tang Truân                    |
| Văn An | Trấn |
| Văn An | Văn An, Tân Trấn, Tô Kiều, Đại Liễu Hà, Tả Các Trang, Than Lý, Sử Các Trang, Triệu Các Trang, Hưng Long Cung, Đại Lưu Trấn, Tôn Thị, Đức Quy |
| Văn An | Hương dân tộc |
| Văn An | Đại Vi Hà |
| Đại Xưởng | Nhai đạo |
| Đại Xưởng | Bắc Thần |
| Đại Xưởng | Trấn |
| Đại Xưởng | Đại Xưởng, Hạ Điếm, Kỳ Các Trang, Thiệu Phủ, Trần Phủ                                                                                        |
| Bá Châu | Nhai đạo |
| Bá Châu | Dụ Hoa |
| Bá Châu | Trấn |
| Bá Châu | Bá Châu, Nam Mạnh, Tín An, Đường Nhị Lý, Tiên Trà Phô, Thắng Phương, Dương Phân Cảng, Khang Tiên Trang, Vương Trang Tử                       |
| Bá Châu | Hương |
| Bá Châu | Xóa Hà Tập, Đông Dương Trang, Đông Đoạn |
| Tam Hà | Nhai đạo |
| Tam Hà | Đỉnh Thịnh Đông, Cù Dương Tây, Hành Cung Đông, Nghênh Tân Bắc Lộ, Yến Thuận Lộ, Khang Thành                                                  |
| Tam Hà | Trấn |
| Tam Hà | Cù Dương, Lý Kỳ Trang, Dương Trang, Hoàng Trang, Tân Tập, Đoạn Giáp Lĩnh, Hoàng Thổ Trang, Cao Lâu, Tề Lâm Trang, Yến Giao                   |

### Hành Thủy
| Thành phố cấp địa khu Hành Thủy quản lí 11 đơn vị hành chính cấp huyện, trong đó quản lí trực tiếp 2 quận, 8 huyện và quản lí đại thể 1 thành phố cấp huyện. Các đơn vị hành chính cấp huyện này được chia thành 115 đơn vị hành chính cấp hương, bao gồm 4 nhai đạo, 78 trấn và 33 hương. | |
| Đào Thành | Nhai đạo |
| Đào Thành | Hà Tây, Hà Đông, Lộ Bắc, Trung Hoa Đại Nhai                                                                                            |
| Đào Thành | Trấn |
| Đào Thành | Trịnh Gia Hà Duyên, Triệu Gia Quyển, Đặng Trang                                                                                        |
| Đào Thành | Hương |
| Đào Thành | Hà Gia Trang |
| Ký Châu | Trấn |
| Ký Châu | Ký Châu, Quan Đạo Lý, Nam Ngọ Thôn, Chu Thôn, Mã Đầu Lý, Tây Vương                                                                     |
| Ký Châu | Hương |
| Ký Châu | Môn Gia Trang, Từ Gia Trang, Bắc Chương Hoài, Tiểu Trại                                                                                |
| Tảo Cường | Trấn |
| Tảo Cường | Tảo Cường, Ân Sát, Đại Doanh, Gia Hội, Mã Truân, Tiêu Trương, Trương Tú Truân, Tân Truân, Đường Lâm                                    |
| Tảo Cường | Hương |
| Tảo Cường | Vương Quân, Vương Thường |
| Vũ Ấp | Trấn |
| Vũ Ấp | Vũ Ấp, Thanh Lương Điếm, Thẩm Pha, Triệu Kiểu, Hàn Trang, Tiêu Kiều Đầu, Long Điếm                                                     |
| Vũ Ấp | Hương |
| Vũ Ấp | Quyển Đầu, Đại Tử Tháp |
| Vũ Cường | Trấn |
| Vũ Cường | Vũ Cường, Nhai Quan, Chu Oa, Đông Tôn Trang                                                                                            |
| Vũ Cường | Hương |
| Vũ Cường | Đậu Thôn, Bắc Đại |
| Nhiêu Dương | Trấn |
| Nhiêu Dương | Nhiêu Dương, Đại Doãn Thôn, Ngũ Công, Đại Quan Đình, Vương Đồng Nhạc                                                                   |
| Nhiêu Dương | Hương |
| Nhiêu Dương | Lưu Sở, Đông Lý Mãn |
| An Bình | Trấn |
| An Bình | An Bình, Mã Điếm, Nam Vương Trang, Đại Tử Văn, Đông Hoàng Thành                                                                        |
| An Bình | Hương |
| An Bình | Đại Hà Trang, Trình Du Tử, Tây Lưỡng Oa                                                                                                |
| Cổ Thành | Trấn |
| Cổ Thành | Trịnh Khẩu, Hạ Trang, Thanh Hãn, Cố Thành, Vũ Quan Trại, Nhiêu Dương Điếm, Quân Truân, Kiến Quốc, Tây Bán Truân, Phòng Trang, Tam Lãng |
| Cổ Thành | Hương |
| Cổ Thành | Lý Lão, Tân Trang |
| Cảnh | Trấn |
| Cảnh | Cảnh Châu, Long Hoa, Quảng Xuyên, Vương Đồng, Giáng Hà Lưu, An Lăng, Đỗ Kiều, Vương Khiêm Tự, Bắc Lưu Trí, Lưu Trí Miếu, Lương Tập     |
| Cảnh | Hương |
| Cảnh | Lưu Tập, Liên Trấn, Ôn Thành, Hậu Lưu Danh Phủ, Thanh Lan                                                                              |
| Phụ Thành | Trấn |
| Phụ Thành | Phụ Thành, Cổ Thành, Mã Đầu, Hà Khẩu, Thôi Gia Miếu, Mạn Hà                                                                            |
| Phụ Thành | Hương |
| Phụ Thành | Kiến Kiều, Tưởng Phường, Đại Bạch, Vương Tập                                                                                           |
| Thâm Châu | Trấn |
| Thâm Châu | Đường Phụng, Thâm Châu, Thần Thì, Du Khoa, Ngụy Gia Kiều, Đại Đê, Tiền Ma Đầu, Vương Gia Tỉnh, Hộ Giá Trì, Đại Truân, Cao Cổ Trang     |
| Thâm Châu | Hương |
| Thâm Châu | Binh Tào, Mục Thôn, Đông An Trang, Bắc Khê Thôn, Đại Phùng Doanh, Kiều Truân                                                           |